# Primetime Emmy Award de la meilleure actrice dans un second rôle dans une mini-série ou un téléfilm
Pour les articles homonymes, voir Emmy de la meilleure actrice.
Le Primetime Emmy Award de la meilleure actrice dans un second rôle dans une mini-série ou un téléfilm (Primetime Emmy Award for Outstanding Supporting Actress in a Miniseries or a Movie) est une récompense de télévision remise depuis 1979 au cours de la cérémonie annuelle des Primetime Emmy Awards.

## Palmarès
Note : L'année indiquée est celle de la cérémonie. Les actrices lauréates sont indiquées en tête de chaque année et en caractères gras.
Année

### Années 1970
- 1975 : Juliet Mills pour le rôle de Samantha Cady dans QB VII
  - Eileen Heckart pour le rôle de la mère d'Herman dans Wedding Band
  - Charlotte Rae pour le rôle d'Helen dans Queen of the Stardust Ballroom
  - Lee Ramick pour le rôle de Lady Margaret dans QB VII
- 1976 : Rosemary Murphy pour le rôle de Sara Roosevelt dans Eleanor and Franklin
  - Lois Nettleton pour le rôle de Nan Claybourne dans Fear on Trial
  - Lilia Skala pour le rôle de Mlle. Souvestre dans Eleanor and Franklin
  - Irene Tedrow pour le rôle de Mary Hall dans Eleanor and Franklin
- 1977 : Diana Hyland pour le rôle de Mickey Lubitch dans L'Enfant bulle
  - Ruth Gordon pour le rôle de Cecilia Weiss dans The Great Houdini
  - Rosemary Murphy pour le rôle de Sara Roosevelt dans Eleanor and Franklin: The White House Years
  - Patricia Neal pour le rôle de Margaret Chase Smith dans Tail Gunner Joe
  - Susan Oliver pour le rôle de Neta "Snookie" Snook dans Amelia Earhart
- 1978 : Eva Le Gallienne pour le rôle de Fanny Cavendish dans The Royal Family
  - Tyne Daly pour le rôle de Karen Renshaw dans Intimate Strangers
  - Patty Duke pour le rôle de Wendy dans A Family Upside Down
  - Mariette Hartley pour le rôle de Clare Gardiner dans The Last Hurrah
  - Cloris Leachman pour le rôle de Clara Oddbody dans It Happened One Christmas
  - Viveca Lindfors pour le rôle de Dr Rosen dans A Question of Guilt
- 1979 : Esther Rolle pour le rôle de Ruth dans Summer of My German Soldier
  - Ruby Dee pour le rôle de Queen Haley dans Roots: The Next Generations
  - Colleen Dewhurst pour le rôle de Mrs. O'Neil dans Silent Victory: The Kitty O'Neil Story
  - Eileen Heckart pour le rôle d'Eleanor Roosevelt dans Backstairs at the White House
  - Celeste Holm pour le rôle de Florence Harding dans Backstairs at the White House

### Années 1980
- 1980 : Mare Winningham pour le rôle de Marlene Burkhardt dans Amber Waves
  - Eileen Heckart pour le rôle d'Eleanor Roosevelt dans F.D.R.: The Last Year
  - Patricia Neal pour le rôle de Mrs. Baumer dans À l'Ouest, rien de nouveau
  - Carrie Nye pour le rôle de Tallulah Bankhead dans Moviola: The Scarlett O'Hara War
- 1981 : Jane Alexander pour le rôle d'Alma Rose dans Playing for Time
  - Colleen Dewhurst pour le rôle de Val dans The Women's Room
  - Patty Duke pour le rôle de Lily dans The Women's Room
  - Shirley Knight pour le rôle de Maria Mandl dans Playing for Time
  - Piper Laurie pour le rôle de Magda Goebbels dans Le Bunker
- 1982 : Penny Fuller pour le rôle de Mrs. Kendal dans The Elephant Man
  - Claire Bloom pour le rôle de Lady Marchmain dans Retour au château
  - Judy Davis pour le rôle de la Jeune Golda Meir dans Une femme nommée Golda
  - Vicki Lawrence pour le rôle de Thelma "Mama" Harper dans Eunice
  - Rita Moreno pour le rôle de Rosella DeLeon dans Portait of a Showgirl
- 1983 : Jean Simmons pour le rôle de Fiona Cleary dans Les oiseaux se cachent pour mourir
  - Judith Anderson pour le rôle de l'Infirmière dans Kennedy Center Tonight: Medea
  - Polly Bergen pour le rôle de Rhoda Henry dans Le Souffle de la guerre
  - Bette Davis pour le rôle d'Alice Gwynne Vanderbilt dans Little Gloria... Happy at Last
  - Piper Laurie pour le rôle d'Anne Mueller dans Les oiseaux se cachent pour mourir
- 1984 : Roxana Zal pour le rôle d'Amelia Bennett dans Something About Amelia
  - Beverly D'Angelo pour le rôle de Stella DuBois Kowalski dans Un tramway nommé Désir
  - Patty Duke pour le rôle de Martha Washington dans George Washington
  - Cloris Leachman pour le rôle de Mary Kovacs dans Ernie Kovacs: Between the Laughter
  - Tuesday Weld pour le rôle de Margie Young-Hunt dans The Winter of Our Discontent
- 1985 : Kim Stanley pour le rôle de Big Mama dans La Chatte sur un toit brûlant
  - Penny Fuller pour le rôle de Mae dans La Chatte sur un toit brûlant
  - Ann Jillian pour le rôle de Nellie Byfield pour Ellis Island
  - Deborah Kerr pour le rôle d'Emma Harte dans A Woman of Substance
  - Alfre Woodard pour le rôle de Claudie Sills dans Words by Heart
- 1986 : Colleen Dewhurst pour le rôle de Barbara Petherton dans Mal à l'âme (en)
  - Phyllis Frelich pour le rôle de Janice Ryder dans Love Is Never Silent
  - Dorothy McGuire pour le rôle d'Hester Farrell dans Amos
  - Vanessa Redgrave pour le rôle de Sophie Alexeïevna dans Pierre le Grand
  - Sylvia Sidney pour le rôle de Beatrice McKenna dans Un printemps de glace
- 1987 : Piper Laurie pour le rôle d'Annie Gilbert dans Promise
  - Claudette Colbert pour le rôle d'Alice Grenville dans The Two Mrs. Grenvilles
  - Olivia de Havilland pour le rôle de Dagmar de Danemark dans Anastasia
  - Christine Lahti pour le rôle d'Althea Milford dans Amerika
  - Elizabeth Wilson pour le rôle de Berenice Bradshaw dans Nutcracker: Money, Madness and Murder
- 1988 : Jane Seymour pour le rôle de Maria Callas dans Onassis: The Richest Man in the World
  - Stockard Channing pour le rôle de Susan Reinert pour Echoes in the Darkness
  - Ruby Dee pour le rôle d'Elizabeth Keckley dans Lincoln
  - Julie Harris pour le rôle d'Alice dans Les Windsor, la force d'un amour
  - Lisa Jacobs pour le rôle d'Anne Frank dans The Attic: The Hiding of Anne Frank
- 1989 : Colleen Dewhurst pour le rôle de Margaret Page dans Those She Left Behind
  - Peggy Ashcroft pour le rôle de Miss Duber dans A Perfect Spy
  - Polly Bergen pour le rôle de Rhoda Henry dans Les Orages de la guerre
  - Glenne Headly pour le rôle de Elmira Johnson dans Lonesome Dove
  - Paula Kelly pour le rôle de Theresa dans The Women of Brewster Place

### Années 1990
- 1990 : Eva Marie Saint pour le rôle de Lil Van Degan Altemus deans People Like Us
  - Stockard Channing pour le rôle de Liz Sapperstein dans Perfect Witness
  - Colleen Dewhurst pour le rôle d'Hepzibah dans Lantern Hill
  - Swoosie Kurtz pour le rôle de Joanne Winstow-Darvish dans The Image
  - Irene Worth pour le rôle de Dolly Keeling dans The Shell Seekers
- 1991 : Ruby Dee pour le rôle de Rowena dans Decoration Day
  - Olympia Dukakis pour le rôle de Katherine Campbell dans Lucky Day
  - Vanessa Redgrave pour le rôle de Elisabeth Ire dans Intrigues impériales
  - Doris Roberts pour le rôle de Mimi Finklestein dans The Sunset Gang
  - Elaine Stritch pour le rôle de Rose dans An Inconvenient Woman
- 1992 : Amanda Plummer pour le rôle de Lusia dans Miss Ross White
  - Anne Bancroft pour le rôle de Kate Jerome dans Broadway Bound
  - Bibi Besch pour le rôle de Lisa Carter dans Doing Time on Maple Drive
  - Penny Fuller pour le rôle de Miss Kate Ryan dans Miss Rose White
  - Maureen Stapleton pour le rôle de Tanta Perla dans Miss Rose White
- 1993 : Mary Tyler Moore pour le rôle de Georgia Tann dans Stolen Babies
  - Ann-Margret pour le rôle de Sally Jackson dans Alex Haley's Queen
  - Lee Grant pour le rôle de Dora Cohn dans Citizen Cohn
  - Peggy McCay pour le rôle de Virginia Bembenek dans Woman on the Run: The Lawrencia Bembenek Story
  - Joan Plowright pour le rôle d'Olga dans Stalin
- 1994 : Cicely Tyson pour le rôle de Castalia dans Oldest Living Confederate Widow Tells All
  - Anne Bancroft pour le rôle de Lucy Marsden (99-100 ans) dans Oldest Living Confederate Widow Tells All
  - Swoosie Kurtz pour le rôle de Mrs. Johnstone dans Les Soldats de l'espérance
  - Lee Purcell pour le rôle d'Ann Theilman dans Secret Sins of the Father
  - Lily Tomlin pour le rôle du Dr Selma Dritz dans Les Soldats de l'espérance
- 1995 : (ex æquo)
  - Judy Davis pour le rôle de Diane dans Les Galons du silence
  - Shirley Knight pour le rôle de Peggy Buckey dans Le Silence des innocents
    - Sonia Braga pour le rôle de Regina de Catrvalho dans The Burning Season
    - Sissy Spacek pour le rôle Spring Renfro dans The Good Old Boys
    - Sada Thompson pour le rôle de Virginia McMartin dans Le Silence des innocents
- 1996 : Greta Scacchi pour le rôle d'Alexandra Romanova dans Raspoutine
  - Kathy Bates pour le rôle d'Helen Kushnick dans The Late Shift
  - Diana Scarwid pour le rôle de Bess Truman dans Truman
  - Mare Winningham pour le rôle de Sheila dans The Boys Next Door
  - Alfre Woodard pour le rôle de Reine des Brobdingnag dans Les Voyages de Gulliver
- 1997 : Diana Rigg pour le rôle de Mrs. Danvers dans Rebecca
  - Kirstie Alley pour le rôle de Rose Marie Clericuzio dans Le Dernier Parrain
  - Bridget Fonda pour le rôle d'Anne dans In the Gloaming
  - Glenne Headly pour le rôle de Tante Ruth dans Bastard out of Carolina
  - Frances McDormand pour le rôle de Gus dans Hidden in America
- 1998 : Mare Winningham pour le rôle de Lurleen Wallace dans George Wallace
  - Helena Bonham Carter pour le rôle de Morgane dans Merlin
  - Julie Harris pour le rôle de Leonora Nelson dans Ellen Foster
  - Judith Ivey pour le rôle de Lucille dans What the Deaf Man Heard
  - Angelina Jolie pour le rôle de Cornelia Wallace dans George Wallace
- 1999 : Anne Bancroft pour le rôle de Gerry Eileen Cummins dans Deep in My Heart
  - Jacqueline Bisset pour le rôle d'Isabelle d'Arc dans Jeanne d'Arc
  - Olympia Dukakis pour le rôle de Mère Babette dans Jeanne d'Arc
  - Bebe Neuwirth pour le rôle de Dorothy Parker dans Dash and Lilly
  - Cicely Tyson pour le rôle de Tante Lou dans A Lesson Before Dying
  - Dianne Wiest pour le rôle de Sarah McClellan pour L'Affaire Noah Dearborn

### Années 2000
- 2000 : Vanessa Redgrave pour le rôle d'Edith Tree dans Sex Revelations
  - Kathy Bates pour le rôle d'Agatha Hannigan dans Annie
  - Elizabeth Franz pour le rôle de Linda Loman dans Death of a Salesman
  - Melanie Griffith pour le rôle de Marion Davies dans RKO 281
  - Maggie Smith pour le rôle de Betsey Trotwood dans David Copperfield
- 2001 : Tammy Blanchard pour le rôle de Jeune Judy Garland dans Judy Garland, la vie d'une étoile
  - Anne Bancroft pour le rôle de Mama Gruber dans Haven
  - Brenda Blethyn pour le rôle d'Augusta Van Pels dans Anne Frank
  - Holly Hunter pour le rôle de Rebecca Waynon dans Ce que je sais d'elle... d'un simple regard
  - Audra McDonald pour le rôle de Susie Monahan dans Bel Esprit
- 2002 : Stockard Channing pour le rôle de Judy Shepard dans The Matthew Shephard Story
  - Joan Allen pour le rôle de Morgause dans Les Brumes d'Avalon
  - Anjelica Huston pour le rôle de Viviane dans Les Brumes d'Avalon
  - Diana Rigg pour le rôle de Baronne Louise Lehzen dans Victoria and Albert
  - Sissy Spacek pour le rôle de Zelda Fitzgerald dans Last Call
- 2003 : Gena Rowlands pour le rôle de Virginia Miller dans Debby Miller, une fille du New Jersey
  - Kathy Baker pour le rôle de Gladys Sullivan dans Une question de courage
  - Anne Bancroft pour le rôle de Contessa dans Le Visage du plaisir
  - Juliette Lewis pour le rôle de Beth Tocyznski dans Debby Miller, une fille du New Jersey
  - Helen Mirren pour le rôle de Mrs. Porter dans Une question de courage
- 2004 : Mary-Louise Parker pour le rôle d'Harper Hitt dans Angels in America
  - Julie Andrews pour le rôle de Nanny dans Eloise at Christmastime
  - Anne Heche pour le rôle de Rowena Larson dans Le Choix de Gracie
  - Anjelica Huston pour le rôle de Carrie Chapman Catt dans Iron Jawed Angels
  - Angela Lansbury pour le rôle de Dora dans The Blackwater Lightship
- 2005 : Jane Alexander pour le rôle de Sara Roosevelt dans Warm Springs
  - Kathy Bates pour le rôle d'Helena Mahoney dans Warm Springs
  - Camryn Manheim pour le rôle de Gladys Presley dans Elvis
  - Charlize Theron pour le rôle de Britt Ekland dans Moi, Peter Sellers
  - Joanne Woodward pour le rôle de Francine Whiting dans Empire Falls
- 2006 : Kelly Macdonald pour le rôle de Gina dans Rencontre au sommet
  - Ellen Burstyn pour le rôle de Guerda Stedman dans Mrs. Harris
  - Shirley Jones pour le rôle de Aunt Batty dans Hidden Places
  - Cloris Leachman pour le rôle de Pearl Schwartz dans Mrs. Harris
  - Alfre Woodard pour le rôle de Mrs. Brown dans The Water Is Wide
- 2007 : Judy Davis pour le rôle de Joan McAllister dans Starter Wife
  - Toni Collette pour le rôle de Kathy Graham dans Tsunami : Les Jours d'après
  - Samantha Morton pour le rôle de Myra Hindley dans Longford
  - Anna Paquin pour le rôle de Elaine Goodale dans Bury My Heart at Wounded Knee
  - Greta Scacchi pour le rôle de Mrs. Bika Johns dans Broken Trail
- 2008 : Eileen Atkins pour le rôle de Deborah Jenkyns dans Cranford
  - Laura Dern pour le rôle de Katherine Harris dans Recount
  - Ashley Jensen pour le rôle de Maggie Jacobs dans Extras
  - Audra McDonald pour le rôle de Ruth Younger dans A Raisin in the Sun
  - Alfre Woodard pour le rôle d'Edna Reilly dans Dessine-moi une famille
- 2009 : Shohreh Aghdashloo pour le rôle de Sadjida Khairallah Talfah dans House of Saddam
  - Marcia Gay Harden pour le rôle de Janina Krzyzanowska dans Irena Sendler
  - Janet McTeer pour le rôle de Clementine Churchill dans Into the Storm
  - Jeanne Tripplehorn pour le rôle de Jacqueline Kennedy-Onassis dans Grey Gardens
  - Cicely Tyson pour le rôle de Pearl dans Relative Stranger

### Années 2010
- 2010 : Julia Ormond pour le rôle d'Eustacia Grandin dans Temple Grandin
  - Kathy Bates pour le rôle de la Reine de Cœur dans Alice au pays des merveilles
  - Catherine O'Hara pour le rôle de Tante Anne dans Temple Grandin
  - Susan Sarandon pour le rôle de Janet Good dans La Vérité sur Jack (You Don't Know Jack)
  - Brenda Vaccaro pour le rôle de Margo Janus dans La Vérité sur Jack (You Don't Know Jack)

- 2011 : Maggie Smith pour le rôle de Violet Crawley dans Downton Abbey
  - Eileen Atkins pour le rôle de Maud dans Maîtres et Valets (Upstairs, Downstairs)
  - Melissa Leo pour le rôle de Lucy Gessler dans Mildred Pierce
  - Mare Winningham dans le rôle d'Ida Corwin dans Mildred Pierce
  - Evan Rachel Wood dans le rôle de Veda Pierce dans Mildred Pierce

- 2012 : Jessica Lange pour le rôle de Constance Langdon dans American Horror Story
  - Frances Conroy pour le rôle de Moira O'Hara dans American Horror Story
  - Judy Davis pour le rôle de Jill Tankard dans Page Eight
  - Sarah Paulson pour le rôle de Nicolle Wallace dans Game Change
  - Mare Winningham pour le rôle de Sally McCoy dans Hatfields and McCoys

- 2013 : Ellen Burstyn pour le rôle de Margaret Barrish Worthington dans Political Animals
  - Sarah Paulson pour le rôle de Lana Winters dans American Horror Story: Asylum
  - Imelda Staunton pour le rôle d'Alma Hitchcock dans The Girl
  - Charlotte Rampling pour le rôle d'Eva Delectorskaya dans La Vie aux aguets (Restless)
  - Alfre Woodard pour le rôle d'Ouiser dans Potins de femmes (Steel Magnolias)

- 2014 : Kathy Bates pour le rôle de Delphine LaLaurie dans American Horror Story: Coven
  - Ellen Burstyn pour le rôle d'Olivia Foxworth dans Les Enfants du péché (Flowers in the Attic)
  - Angela Bassett pour le rôle de Marie Laveau dans American Horror Story: Coven
  - Frances Conroy pour le rôle de Myrtle Snow dans American Horror Story: Coven
  - Julia Roberts pour le rôle du Dr Emma Brookner dans The Normal Heart
  - Allison Tolman pour le rôle de Molly Solverson dans Fargo

- 2015 : Regina King pour le rôle d'Aliyah Shadeed dans American Crime
  - Angela Bassett pour le rôle de Desiree Dupree dans American Horror Story: Freak Show
  - Kathy Bates pour le rôle d'Ethel Darling dans American Horror Story: Freak Show
  - Zoe Kazan pour le rôle de Denise Thibodeau dans Olive Kitteridge
  - Mo'Nique pour le rôle de Ma Rainey dans Bessie
  - Sarah Paulson pour le rôle de Dot & Bette Tattler dans American Horror Story: Freak Show

- 2016 : Regina King pour le rôle de Terri LaCroix dans American Crime
  - Kathy Bates pour le rôle d'Iris dans American Horror Story: Hotel
  - Olivia Colman pour le rôle d'Angela Burr dans The Night Manager
  - Melissa Leo pour le rôle de Lady Bird Johnson dans All the Way
  - Sarah Paulson pour le rôle de Sally McKenna dans American Horror Story: Hotel
  - Jean Smart pour le rôle de Floyd Gerhardt dans Fargo

- 2017 : Laura Dern pour le rôle de Renata Klein dans Big Little Lies
  - Judy Davis pour le rôle de Hedda Hopper dans Feud : Bette and Joan
  - Jackie Hoffman pour le rôle de Mamacita dans Feud : Bette and Joan
  - Regina King pour le rôle de Kimara Walters dans American Crime
  - Michelle Pfeiffer pour le rôle de Ruth Madoff dans The Wizard of Lies
  - Shailene Woodley pour le rôle de Jane Chapman dans Big Little Lies

- 2018 : Merritt Wever pour le rôle de Mary Agnes McNue dans Godless
  - Sara Bareilles pour le rôle de Mary Magdalene dans Jesus Christ Superstar Live in Concert
  - Penélope Cruz pour le rôle de Donatella Versace dans The Assassination of Gianni Versace: American Crime Story
  - Judith Light pour le rôle de Marilyn Miglin dans The Assassination of Gianni Versace: American Crime Story
  - Adina Porter pour le rôle de Beverly Hope dans American Horror Story: Cult
  - Letitia Wright pour le rôle de Nish dans Black Mirror: Black Museum

- 2019 : Patricia Arquette pour le rôle de Dee Dee Blanchard dans The Act
  - Marsha Stephanie Blake pour le rôle de Linda McCray dans Dans leur regard
  - Patricia Clarkson pour le rôle de Adora Crellin dans Sharp Objects
  - Vera Farmiga pour le rôle de Elizabeth Lederer dans Dans leur regard
  - Margaret Qualley pour le rôle de Ann Reinking dans Fosse/Verdon
  - Emily Watson pour le rôle de Ulana Khomyuk dans Chernobyl

### Années 2020
- 2020 : Uzo Aduba pour le rôle de Shirley Chisholm dans Mrs. America
  - Toni Collette pour le rôle de Detective Grace Rasmussen dans Unbelievable
  - Margo Martindale pour le rôle de Bella Abzug dans Mrs. America
  - Jean Smart pour le rôle de Agent Laurie Blake dans Watchmen
  - Holland Taylor pour le rôle de Ellen Kincaid dans Hollywood
  - Tracey Ullman pour le rôle de Betty Friedan dans Mrs. America

- 2021 : Julianne Nicholson pour le rôle de Lori Ross dans Mare of Easttown
  - Renée Elise Goldsberry pour le rôle d'Angelica Schuyler dans Hamilton
  - Kathryn Hahn pour le rôle d'Agatha Harkness / Agnès dans WandaVision
  - Moses Ingram pour le rôle de Jolene dans Le Jeu de la dame
  - Jean Smart pour le rôle d'Helen dans Mare of Easttown
  - Phillipa Soo pour le rôle d'Eliza Hamilton dans Hamilton

- 2022 : Jennifer Coolidge pour le rôle de Tanya McQuoid dans The White Lotus
  - Connie Britton pour le rôle de Nicole Mossbacher dans The White Lotus
  - Alexandra Daddario pour le rôle de Rachel Patton dans The White Lotus
  - Kaitlyn Dever pour le rôle de Betsy Mallum dans Dopesick
  - Natasha Rothwell pour le rôle de Belinda dans The White Lotus
  - Sydney Sweeney pour le rôle de Olivia Mossbacher dans The White Lotus
  - Mare Winningham pour le rôle de Diane Mallum dans Dopesick

- 2023 : Niecy Nash pour le rôle de Glenda Cleveland dans Monstre
  - Annaleigh Ashford pour le rôle d'Irene Banerjee dans Welcome to Chippendales
  - Maria Bello pour le rôle de Jordan Forster dans Acharnés
  - Claire Danes pour le rôle de Rachel Fleishman dans Anatomie d'un divorce
  - Juliette Lewis pour le rôle de Denise dans Welcome to Chippendales
  - Camila Morrone pour le rôle de Camila Alvarez dans Daisy Jones and The Six
  - Merritt Wever pour le rôle de Frankie Pierce dans Tiny Beautiful Things

- 2024 : Jessica Gunning – Mon petit renne (Baby Reindeer)
  - Dakota Fanning – Ripley
  - Lily Gladstone – Under the Bridge
  - Aja Naomi King – Lessons in Chemistry
  - Diane Lane – Saison 2 de Feud
  - Nava Mau – Mon petit renne
  - Kali Reis – True Detective: Night Country

## Statistiques

### Nominations multiples
7 : Kathy Bates
5 : Anne Bancroft, Colleen Dewhurst, Judy Davis, Mare Winningham, Alfre Woodard
4 : Sarah Paulson
3 : Ellen Burstyn, Stockard Channing, Ruby Dee, Patty Duke, Penny Fuller, Eileen Heckart, Regina King, Piper Laurie, Cloris Leachman, Vanessa Redgrave, Cicely Tyson
2 : Jane Alexander, Eileen Atkins, Angela Bassett, Polly Bergen, Frances Conroy, Laura Dern, Olympia Dukakis, Julie Harris, Glenne Headly, Anjelica Huston, Shirley Knight, Swoosie Kurtz, Melissa Leo, Audra McDonald, Rosemary Murphy, Patricia Neal, Diana Rigg, Greta Scacchi, Maggie Smith, Sissy Spacek

### Récompenses multiples
2 : Jane Alexander, Judy Davis, Colleen Dewhurst, Regina King, Mare Winningham